# Eleccions legislatives italianes de 1979
Les eleccions legislatives italianes de 1979 se celebraren el 3 de juny. Es caracteritzaren perquè, per primer cop, tant el PCI com el MSI-DN (afeblit per una escissió) perderen vots, mentre que els Radicals triplicaren els seus.

## Cambra dels Diputats
| ← Eleccions legislatives italianes, 1979 →       |            |        |        |
| Partits                                          | vots       | %      | escons |
| Democràcia Cristiana Italiana (DC)               | 14.046.291 | 38,30  | 262    |
| Partit Comunista Italià (PCI)                    | 11.139.231 | 30,38  | 201    |
| Partit Socialista Italià (PSI)                   | 3.596.802  | 9,81   | 62     |
| Moviment Social Italià - Dreta Nacional (MSI-DN) | 1.930.639  | 5,26   | 30     |
| Partit Socialista Democràtic Italià (PSDI)       | 1.407.535  | 3,84   | 20     |
| Partit Radical (PR)                              | 1.264.870  | 3,45   | 18     |
| Partit Republicà Italià (PRI)                    | 1.110.209  | 3,03   | 16     |
| Partit Liberal Italià (PLI)                      | 712.646    | 1,94   | 9      |
| Partit d'Unitat Proletària (PdUP)                | 502.247    | 1,37   | 6      |
| Nuova Sinistra Unita                             | 294.462    | 0,80   | 0      |
| Democràcia Nacional-Constituent de Dreta (DN-CD) | 229.205    | 0,63   | 0      |
| Südtiroler Volkspartei (SVP)                     | 204.899    | 0,56   | 4      |
| Llista per Trieste (LpT)                         | 65.505     | 0,18   | 1      |
| Moviment Friül (MF)                              | 35.254     | 0,10   | 0      |
| UV - UVP - Dem.Pop. - PLI                        | 33.250     | 0,09   | 1      |
| Unitat de l'Esquerra                             | 23.909     | 0,07   | 0      |
| Partit Sard d'Acció (PSd'Az)                     | 17.673     | 0,05   | 0      |
| DC-PSDI-PRI                                      | 13.442     | 0,04   | 0      |
| altres                                           | 43.240     | 0,14   | 0      |
| Total                                            | 36.671.309 | 100,00 | 630    |

## Senat d'Itàlia
| Partits                                            | vots       | vots (%) | escons |
| -------------------------------------------------- | ---------- | -------- | ------ |
| Democràcia Cristiana Italiana (DC)                 | 12.018.077 | 38,34    | 138    |
| Partit Comunista Italià (PCI)                      | 9.859.044  | 31,45    | 109    |
| Partit Socialista Italià (PSI)                     | 3.255.104  | 10,38    | 32     |
| Moviment Social Italià - Dreta Nacional (MSI-DN)   | 1.782.004  | 5,69     | 13     |
| Partit Socialista Democràtic Italià (PSDI)         | 1.321.283  | 4,22     | 9      |
| Partit Republicà Italià (PRI)                      | 1.052.772  | 3,36     | 6      |
| Partit Liberal Italià (PLI)                        | 691.464    | 2,21     | 2      |
| Partit Radical (PR)                                | 413.478    | 1,32     | 2      |
| Südtiroler Volkspartei (SVP)                       | 172.577    | 0,55     | 3      |
| UV - UVP - Dem.Pop. - PLI                          | 37.070     | 0,12     | 1      |
| Democrazia Nazionale-Costituente di Destra (DN-CD) | 176.966    | 0,56     | 0      |
| Llista per Trieste (Lpt)                           | 61.911     | 0,20     | 0      |
| Nuova Sinistra Unita                               | 44.094     | 0,14     | 0      |
| altres                                             | 458.972    | 1,46     | 0      |
| Total                                              | 31.344.816 | 100,00   | 315    |